# زيد السراج
زيد السراج، من مواليد 20 نوفمبر 2007، هو لاعب سباحة سعودي، شارك في دورة الألعاب الأولمبية والتي استضافتها العاصمة الفرنسية باريس سنة 2024.